# Belberaud
Belberaud – miejscowość i gmina we Francji, w regionie Oksytania, w departamencie Górna Garonna.
Według danych na rok 1990 gminę zamieszkiwały 612 osoby, a gęstość zaludnienia wynosiła 82 osób/km² (wśród 3020 gmin regionu Midi-Pireneje Belberaud plasuje się na 512. miejscu pod względem liczby ludności, natomiast pod względem powierzchni na miejscu 1291.).